# Love Takes Time
Singles de Mariah Carey
Vision of Love
(1990) Someday
(1991)
Love Takes Time est une chanson écrite par Mariah Carey et Ben Margulies,et produite par Walter Afanasieff extraite de l’album Mariah carey. Il s’agit du second single de l’album sorti en 1990.
La chanson a connu un énorme succès sur le continent américain, parvenant à se hisser en tête des charts alors que dans le reste du monde, la chanson a connu un succès plutôt mitigé.
Il a obtenu un BMI R&B Award.

## Accueil

### Succès
Love Takes Time fait suite au succès de Vision Of Love en se plaçant en tête du Billboard Hot 100 y restant d’ailleurs pendant 3 semaines du 10 au 24 novembre 1990. Il restera 70 semaines dans le top 40 ce qui lui vaudra un disque d’or par la RIAA. Il a également atteint le sommet de toutes les autres catégories du Billboard comme le Hot R&B/Hip-Hop Songs ou encore le Hot Adult Contemporary Tracks. Néanmoins, le classement annuel n'est pas vraiment révélateur du succès de la chanson puisque le single s'est étendu sur l'année 1990 et 1991 ce qui explique pourquoi il occupe la 76e position en 1990 et la 69e position en 1991.
Globalement, le single n’a pas rencontré un grand succès dans le monde en dehors des États-Unis et du Canada. En effet, aux U.S.A, il se place directement en tête des ventes, raflant toutes les premières places du Billboard. Il en fut de même au Canada. Il se positionne dans le top 10 en Nouvelle-Zélande. Cependant, le succès dans les autres pays n’est pas forcément au rendez-vous où il se place 37e au Royaume-Uni, et même 57e aux Pays-Bas.
Même si Love Takes Time n’a pas remporté autant de prix que son prédécesseur (Vision Of Love), il réussit néanmoins à remporter un BMI R&B Award pour la meilleure musique de l’année.

## Versions
CD single universel
1. Love Takes Time
2. Sent from Up Above

CD single Royaume-Uni
1. Love Takes Time
2. Vanishing

CD maxi-single européen
1. Love Take Times
2. Sent from Up Above
3. Vanishing

CD maxi-single Royaume-Uni
1. Love Takes Time
2. Vanishing
3. You Need Me

## Reprises
- En 2007, Mau Marcelo, la gagnante de l'émission Philippine Idol (l'équivalent d'American Idol) reprend la chanson sur son premier album.
- En 2003, Kelly Clarkson a chanté en public la chanson lors de sa tournée (mini tour).

## Classements et certifications
| Pays                                               | Position | Certification |
| -------------------------------------------------- | -------- | ------------- |
| Australie                                          | 14       | -             |
| Canada                                             | 1        |               |
| Nouvelle-Zélande                                   | 9        | -             |
| Pays-Bas                                           | 24       | -             |
| Royaume-Uni                                        | 37       | -             |
| États-Unis Billboard Hot 100                       | 1        | -             |
| États-Unis Billboard Hot Adult Contemporary Tracks | 5        | -             |
| États-Unis Billboard Hot R&B/Hip-Hop Songs         | 3        | -             |

|      | Certification |
| RIAA | Disque d'or   |

| Pays                         | Position | Année |
| ---------------------------- | -------- | ----- |
| États-Unis Billboard Hot 100 | 76       | 1990  |
| États-Unis Billboard Hot 100 | 69       | 1991  |